# コリアブックセンター
コリアブックセンターは、東京にある朝鮮専門書店である。

## 概要
コリアブックセンターは、主に北朝鮮関連の書籍等を取り扱うが、大韓民国(韓国)に関するものや日本国内で出版されている関連書籍も扱っている。
同書店は朝鮮学校で使用される副読本や主体思想について学ぶ書籍から金日成や金正日父子の著作等まで、北朝鮮で流通している物を多く取り揃えている。
同書店は、嘗ては文京区に在日本朝鮮人総連合会(朝鮮総連)の運営で店舗を持っていたが、
店舗が入居していた朝鮮出版会館が白山出版会館管理会から朝鮮総連との関りを持っていたグリーンフォーリストに売却された。
この建物が解体されることになったため、2015年6月に同書店は休業に至った。
現在は、同書店は朝鮮新報社の運営で、朝鮮総連が荒川区に有する東京都本部にオフィスを構え、オンライン書店を営んでいる。